# Stigmops polyvelota
Stigmops polyvelota är en kräftdjursart som beskrevs av Lillemets och Wilson 2002. Stigmops polyvelota ingår i släktet Stigmops och familjen Armadillidae. Inga underarter finns listade i Catalogue of Life.